# STRAWBERRY MOON
「STRAWBERRY MOON」（ストロベリー・ムーン）は、CASCADEの14枚目のシングルである。2001年4月25日にポリドールより発売された。

## 解説
アルバム『BUTTERFLY LIMITED EXPRESS』の先行シングル。前作「Sexy Sexy,」から5か月ぶりに発売された。
前作と同様、カップリング曲には新曲は収録されず、表題曲のリミックスなどが収録されている。
ビデオ・トラックとして｢STRAWBERRY MOON｣のPVが収録されている。この映像はパソコンでのみ見ることができる。

## 収録曲
1. STRAWBERRY MOON
作詞：YASO8・MASASHI・TAMA、作曲：MASASHI、編曲：CASCADE・Cozy KUBO
  - テレビ朝日系｢世界痛快伝説!!運命のダダダダーン!｣エンディングテーマ
2. 世紀末バンビーナ (新世紀バージョン)
作詞・作曲：MASASHI、編曲：CASCADE・Cozy KUBO
  - ベストアルバム｢ピアザ｣に収録されていた曲の別バージョン。
3. STRAWBERRY MOON (café au lait mix)
4. STRAWBERRY MOON (neut mix)

+1 STRAWBERRY MOON (VIDEO TRACK)